# Boris Henry
Boris Henry (Alemania, 14 de diciembre de 1973) es un atleta alemán, especialista en la prueba de lanzamiento de jabalina, en la que ha logrado ser medallista de bronce mundial en 2003.

## Carrera deportiva
En el Mundial de Gotemburgo 1995 ganó la medalla de bronce en lanzamiento de jabalina, quedando tras el checo Jan Železný y el británico Steve Backley.
Y en el Mundial de París 2003 ganó la medalla de bronce en la misma prueba, con un lanzamiento de 84.74 metros, quedando tras el ruso Sergey Makarov y el estonio Andrus Värnik.